# Nuoto ai campionati europei di nuoto 2014 - 50 metri farfalla maschili
La gara dei 50 metri farfalla maschili degli Europei 2014 si è svolta il 18-19 agosto. Le qualifiche per la semifinale si sono svolte la mattina del 18 agosto 2014, mentre la semifinale si è svolta la sera dello stesso giorno. La finale, invece, si è svolta la sera del 19 agosto 2014.

## Medaglie
| Posizione | Atleta           | Paese         |
| --------- | ---------------- | ------------- |
| Oro       | Florent Manaudou | Francia       |
| Oro       | Yauhen Tsurkin   | Bielorussia   |
| Bronzo    | Andrij Hovorov   | Ucraina       |
| Bronzo    | Benjamin Proud   | Gran Bretagna |

## Record
Prima della manifestazione il record del mondo (RM), il record europeo (EU) e il record dei campionati (RC) erano i seguenti.
| Record mondiale       | 22"43 | Rafael Muñoz Pérez Spagna | 5 aprile 2009 Malaga, Spagna         |
| Record europeo        | 22"43 | Rafael Muñoz Pérez Spagna | 5 aprile 2009 Malaga, Spagna         |
| Record dei campionati | 23"11 | Milorad Čavić Serbia      | 19 marzo 2008 Eindhoven, Paesi Bassi |

Durante la competizione sono stati migliorati i seguenti record:
| Data      | Evento      | Atleta         | Nazione | Tempo | Record                |
| --------- | ----------- | -------------- | ------- | ----- | --------------------- |
| 18 agosto | 5ª batteria | Andrij Hovorov | Ucraina | 22"87 | Record dei campionati |

## Risultati

### Batterie
| Pos. | Batteria | Corsia | Atleta                | Nazionalità   | Tempo | Note |
| ---- | -------- | ------ | --------------------- | ------------- | ----- | ---- |
| 1    | 5        | 4      | Andrij Hovorov        | Ucraina       | 22"87 | Q,   |
| 2    | 6        | 5      | Florent Manaudou      | Francia       | 23"06 | Q    |
| 3    | 7        | 5      | Steffen Deibler       | Germania      | 23"38 | Q    |
| 4    | 5        | 5      | Rafael Muñoz          | Spagna        | 23"43 | Q    |
| 5    | 7        | 4      | Yauhen Tsurkin        | Bielorussia   | 23"54 | Q    |
| 6    | 6        | 4      | Benjamin Proud        | Gran Bretagna | 23"55 | Q    |
| 7    | 7        | 3      | Piero Codia           | Italia        | 23"58 | Q    |
| 8    | 5        | 3      | Nikita Konovalov      | Russia        | 23"61 | Q    |
| 9    | 7        | 2      | Joeri Verlinden       | Paesi Bassi   | 23"68 | Q    |
| 10   | 6        | 8      | László Cseh           | Ungheria      | 23"73 | Q    |
| 11   | 7        | 6      | Mario Todorović       | Croazia       | 23"84 | Q    |
| 12   | 5        | 7      | François Heersbrandt  | Belgio        | 23"95 | Q    |
| 13   | 6        | 0      | Tadas Duškinas        | Lituania      | 23"98 | Q    |
| 14   | 5        | 6      | Ivan Lenđer           | Serbia        | 24"02 | Q    |
| 15   | 3        | 5      | Tuomas Pokkinen       | Finlandia     | 24"04 | Q    |
| 15   | 6        | 3      | Adam Barrett          | Gran Bretagna | 24"04 | Q    |
| 17   | 6        | 7      | Yevgeny Korotyshkin   | Russia        | 24"07 |      |
| 18   | 6        | 1      | Viacheslav Prudnikov  | Russia        | 24"11 |      |
| 19   | 5        | 0      | Pavel Sankovič        | Bielorussia   | 24"23 |      |
| 19   | 5        | 1      | Riku Poeytaekivi      | Finlandia     | 24"23 |      |
| 21   | 5        | 8      | Jan Šefl              | Rep. Ceca     | 24"24 |      |
| 21   | 7        | 8      | Kristián Goloméev     | Grecia        | 24"24 |      |
| 23   | 3        | 0      | Krisztián Takács      | Ungheria      | 24"27 |      |
| 24   | 2        | 2      | Mindaugas Sadauskas   | Lituania      | 24"30 |      |
| 25   | 4        | 5      | Martin Spitzer        | Austria       | 24"31 |      |
| 26   | 3        | 9      | Viktor Bromer         | Danimarca     | 24"33 |      |
| 27   | 7        | 7      | Radovan Siljevski     | Serbia        | 24"38 |      |
| 28   | 4        | 9      | Robert Žbogar         | Slovenia      | 24"40 |      |
| 29   | 4        | 4      | Bence Pulai           | Ungheria      | 24"41 |      |
| 30   | 3        | 3      | Almog Olshtein        | Israele       | 24"42 |      |
| 31   | 7        | 0      | Deividas Margevicius  | Lituania      | 24"44 |      |
| 32   | 3        | 2      | Nico van Duijn        | Svizzera      | 24"50 |      |
| 33   | 3        | 6      | Nikša Stojkovski      | Croazia       | 24"51 |      |
| 33   | 6        | 2      | Matteo Rivolta        | Italia        | 24"51 |      |
| 35   | 1        | 3      | Tom Kremer            | Israele       | 24"54 |      |
| 36   | 7        | 9      | Romain Sassot         | Francia       | 24"58 |      |
| 36   | 2        | 8      | Alexandru Coci        | Romania       | 24"58 |      |
| 38   | 5        | 9      | Baslakov İskender     | Turchia       | 24"63 |      |
| 39   | 4        | 6      | Peter Holoda          | Ungheria      | 24"66 |      |
| 40   | 3        | 1      | Sindri Thor Jakobsson | Islanda       | 24"68 |      |
| 41   | 4        | 2      | Paul Lemaire          | Francia       | 24"73 |      |
| 41   | 4        | 3      | Christos Katrantzis   | Grecia        | 24"73 |      |
| 43   | 4        | 7      | Andreas Vazaios       | Grecia        | 24"75 |      |
| 44   | 2        | 7      | Martin Verner         | Rep. Ceca     | 24"80 |      |
| 44   | 2        | 1      | Julien Henx           | Lussemburgo   | 24"80 |      |
| 46   | 4        | 1      | Michal Navara         | Slovacchia    | 24"83 |      |
| 47   | 3        | 4      | Viktar Staselovich    | Bielorussia   | 24"89 |      |
| 48   | 4        | 8      | Filip Milcevic        | Austria       | 24"96 |      |
| 49   | 2        | 5      | Alexandre Bakhtiarov  | Cipro         | 25"02 |      |
| 50   | 3        | 7      | Brendan Hyland        | Irlanda       | 25"10 |      |
| 51   | 2        | 6      | Konstantinos Markozis | Grecia        | 25"11 |      |
| 52   | 3        | 8      | Alexandre Haldemann   | Svizzera      | 25"13 |      |
| 53   | 1        | 4      | Pjotr Degtjarjov      | Estonia       | 25"19 |      |
| 54   | 2        | 3      | Ari-Pekka Liukkonen   | Finlandia     | 25"29 |      |
| 55   | 2        | 9      | Etay Gurevich         | Israele       | 25"40 |      |
| 56   | 2        | 4      | Teimuraz Kobakhidze   | Georgia       | 25"51 |      |
| 57   | 2        | 0      | Daniel Skaaning       | Danimarca     | 25"68 |      |
| 58   | 1        | 5      | Fred Karu             | Estonia       | 25"71 |      |
| —    | 4        | 0      | Sidni Hoxha           | Albania       |       | DNS  |
| —    | 5        | 2      | Evgeny Koptelov       | Russia        |       | DNS  |
| —    | 6        | 6      | Konrad Czerniak       | Polonia       |       | DNS  |
| —    | 7        | 1      | Mehdy Metella         | Francia       |       | DNS  |

### Semifinali

#### Semifinali 1
| Pos. | Corsia | Atleta               | Nazionalità   | Tempo | Note |
| ---- | ------ | -------------------- | ------------- | ----- | ---- |
| 1    | 4      | Florent Manaudou     | Francia       | 23"23 | Q    |
| 2    | 5      | Rafael Muñoz         | Spagna        | 23"48 | Q    |
| 3    | 3      | Benjamin Proud       | Gran Bretagna | 23"49 | Q    |
| 4    | 8      | Adam Barrett         | Gran Bretagna | 23"51 | Q    |
| 5    | 1      | Ivan Lenđer          | Serbia        | 23"68 |      |
| 6    | 6      | Nikita Konovalov     | Russia        | 23"70 |      |
| 7    | 7      | François Heersbrandt | Belgio        | 23"84 |      |
| 8    | 2      | László Cseh          | Ungheria      | 23"95 |      |

#### Semifinali 2
| Pos. | Corsia | Atleta          | Nazionalità | Tempo | Note |
| ---- | ------ | --------------- | ----------- | ----- | ---- |
| 1    | 4      | Andrij Hovorov  | Ucraina     | 23"04 | Q    |
| 2    | 5      | Steffen Deibler | Germania    | 23"41 | Q    |
| 3    | 6      | Piero Codia     | Italia      | 23"47 | Q    |
| 4    | 3      | Yauhen Tsurkin  | Bielorussia | 23"60 | Q    |
| 5    | 1      | Tadas Duškinas  | Lituania    | 23"72 |      |
| 6    | 2      | Joeri Verlinden | Paesi Bassi | 23"79 |      |
| 7    | 7      | Mario Todorović | Croazia     | 23"83 |      |
| 8    | 8      | Tuomas Pokkinen | Finlandia   | 24"02 |      |

### Finale
| Pos. | Corsia | Atleta           | Nazionalità   | Tempo | Note |
| ---- | ------ | ---------------- | ------------- | ----- | ---- |
|      | 5      | Florent Manaudou | Francia       | 23"00 |      |
|      | 8      | Yauhen Tsurkin   | Bielorussia   | 23"00 |      |
|      | 4      | Andrij Hovorov   | Ucraina       | 23"21 |      |
|      | 7      | Benjamin Proud   | Gran Bretagna | 23"21 |      |
| 5    | 2      | Rafael Muñoz     | Spagna        | 23"24 |      |
| 6    | 6      | Piero Codia      | Italia        | 23"37 |      |
| 7    | 1      | Adam Barrett     | Gran Bretagna | 23"40 |      |
| 8    | 3      | Steffen Deibler  | Germania      | 23"64 |      |